# Charles Keene (kierowca wyścigowy)
Charles Keene (ur. w Beaver Falls) – amerykański kierowca wyścigowy.

## Kariera
W swojej karierze Keene startował głównie w Stanach Zjednoczonych w mistrzostwach AAA Championship Car oraz towarzyszącym mistrzostwom słynnym wyścigu Indianapolis 500. W sezonie 1914 wystartował łącznie w trzech wyścigach. W Indy 500 jako ósmy osiągnął linię mety. Z dorobkiem sześćdziesięciu punktów został sklasyfikowany na 27. miejscu w końcowej klasyfikacji kierowców.